# Lecithocera abrasa
Lecithocera abrasa är en fjärilsart som beskrevs av Diakonoff 1954. Lecithocera abrasa ingår i släktet Lecithocera och familjen Lecithoceridae. Inga underarter finns listade i Catalogue of Life.